# Савка Богдан Михайлович
Богдан Михайлович Савка (1 квітня 1931, Копичинці, тепер Гусятинський район, Тернопільська область — 4 лютого 2023,  Тернопільська область) — український письменник, громадський діяч, педагог, краєзнавець.
Народився 1 квітня 1931 року в сім'ї селянина. 1948 року закінчив Копичинецьку СШ № 1. Відмінник народної освіти УРСР, СРСР. Навчався у Кременецькому учительському інституті (1950—1951 рр., нині ТНПУ), 1961 року закінчив Чернівецький університет (нині національний університет імені Юрія Федьковича). Після цього працював на посаді учителя та директора у школах Гусятинського району. 
За фахом — педагог-історик, був методистом райметодкабінету відділу освіти, міським головою (1990 - 1993 роки). У 1988 році ініціює створення Товариства української мови ім. Т. Шевченка в Копичинцях. Члени Товариства боролися за повернення престижу української мови, піднімали духовність жителів рідного міста, організовували патріотичні заходи в районі та області, проводили агітаційну роботу на сході України. 
Понад 10 років — незмінний голова Гусятинського районного та Копичинецького товариства «Просвіта». За його натхненної праці у Копичинцях створено меморіал полеглим за національну ідею. Автор багатьох публікацій про боротьбу ОУН-УПА на Тернопіллі.
У 1995 році Богдан Савка став засновником у місті і в районі молодіжного товариства «Сокіл». За час існування його ряди поповнило багато юнаків і дівчат не одного покоління, які стали відданими Україні патріотами, майбутніми учасниками Помаранчевої революції та Революції Гідності.
Книжка є першою спробою відтворити славні героїчні сторінки титанічної праці і боротьби учасників підпілля ОУН-УПА та їх симпатиків на терені колишнього Копичинецького повіту за відродження Української держави. Дослідженням охоплено події з початку 20-х і до 50-х років XX ст.
Книжка є першою спробою відтворити славні героїчні сторінки титанічної праці і боротьби учасників підпілля ОУН-УПА та їх симпатиків на терені колишнього Копичинецького повіту за відродження Української держави. Дослідженням охоплено події з початку 20-х і до 50-х років XX ст.

### Книги
1. «Забути не маємо права» (1997)
2. «Копичинці. Мандрівка через століття» (2001),
3. «А смерть їх безсмертям зустріла» (2003, доповнене 2003)
4. «... Гаряча була то хода» (2006)
5. «І могили говорять…» (2007)
6. «А нас й Сибір не доконав» (2007, доповнене 2009)
7. «Останні на полі слави» (2009)
8. «Шляхами пісенних звитяг» (2011)
9. «З Богом та Церквою на шляху до національного відродження», (2013)

### Статті
- Лютий — місяць Українських Героїнь
- Що болить патріоту Богдану Савці?
- Катів осатанілих байстрюки…
- Плювок українцям до Дня Незалежності
- Богдан Савка — статті